# 阿德萬斯 (密歇根州)
阿德萬斯（英語：Advance）是位於美國密歇根州夏利華縣的一個普查規定居民點。

## 人口
根據2020年美國人口普查的數據，阿德萬斯的面積為7.12平方千米，當中陸地面積為7.04平方千米，而水域面積為0.07平方千米。當地共有人口340人，而人口密度為每平方千米47.75人。